# Islas Vírgenes de los Estados Unidos en los Juegos Olímpicos de Atenas 2004
Las Islas Vírgenes de los Estados Unidos estuvieron representadas en los Juegos Olímpicos de Atenas 2004 por seis deportistas, cinco hombres y una mujer, que compitieron en cuatro deportes.
La portadora de la bandera en la ceremonia de apertura fue la atleta LaVerne Jones. El equipo olímpico virgenense estadounidense no obtuvo ninguna medalla en estos Juegos.